# Бернар, Пьер
Пьер Берна́р (фр. Pierre Bernard; 25 февраля 1942, Париж, Франция — 23 ноября 2015, там же) — французский художник-график.

## Биография
В 1964 году окончил Высшую национальную школу прикладного искусства  в Париже. После её окончания отправляется на годовой курс в Варшавской академии изящных искусств (курс Генриха Томашевского), где изучает искусство плаката. Вернувшись в 1966 году по окончании учёбы во Францию, Бернар какое-то время работает макетистом, а затем — руководителем отдела графики в журнале «Жён Африк» (фр. Jeune Afrique — Молодая Африка). Летом 1968 года вместе с Жераром Пари-Клавелем рисует плакаты для студентов, применяя на практике особенности польского графического стиля. Позднее, в 1971 году они вместе с присоединившимся Франсуа Мье создадут графический коллектив «Грапюс», который с Бернаром в качестве одного из руководителей просуществует вплоть до 1990 года.
В 1969 году решает продолжить учёбу в только что созданном парижском Институте окружающей среды — «французском Баухаусе». В 1971—1975 и 1993—2007 — преподаватель графики и визуальной коммуникации в Высшей национальной школе прикладного искусства. В 1990, после роспуска «Грапюса», сооснователь (вместе с Дирком Бехаге и Фокке Драйером), а с 1997 года — директор Ателье графического творчества (фр. Atelier de création graphique). C 1987 года — член международного графического союза.

## Творчество
- Многочисленные культурные социальные и политические плакаты (в составе коллектива Грапюс)
- 1989[2], по другим данным 1992[5] — логотип музея «Лувр»
- 1993 — графический образ Национальных парков Франции (в составе Ателье графического творчества)
- с 2001 — графический образ Центра Помпиду (в составе Ателье графического творчества)[2]

## Награды
- 1968—2003 — многочисленные награды на международных графических выставках;
- 1991 — Национальная премия графического искусства (в составе коллектива Грапюс);
- 2006 — премия Эразма за заслуги в графическом творчестве для публичного достояния[2][5].